# プウネネ・スクール

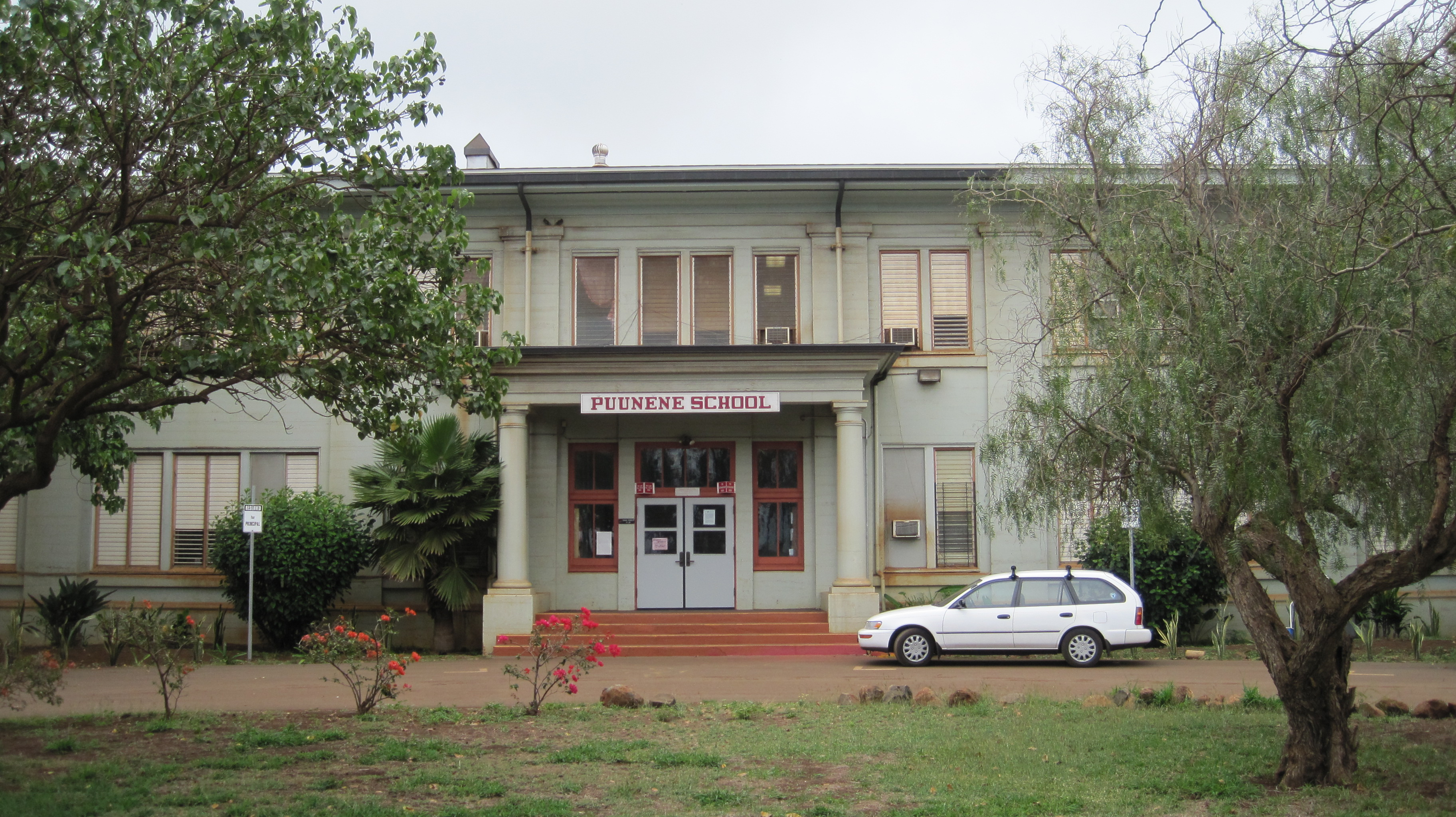
プウネネ・スクールの校舎入り口

プウネネ・スクール（英語: Puunene School）は、米国ハワイ州マウイ島の中心部のプウネネにある歴史的な学校校舎である。

## 概要
プウネネ・スクールは、プウネネの集落を運営していたハワイアン・コマーシャル＆シュガー会社（アレクサンダー&ボールドウィンの一部門）によって1922年に建てられ、1913年に同社から寄贈された10エーカー（4.0ヘクタール）の土地に建てられた、4部屋で350人の生徒を収容していた建物に代わり、1922年の2階建て新古典主義建築のコンクリートの建物は、約1,000人の生徒を抱えるマウイ島最大の小学校になった。
しかし、1950年代にはプウネネ地域の産業は衰退し、この学校建物は特殊教育の授業に使用された。1979年には、ハワイ州教育省の別館になった。2000年8月22日には、アメリカ合衆国国家歴史登録財（ハワイ州）のリストに追加された。
1937年、プウネネ・スクールの理科教師であるソウイチ・サカモト（Soichi Sakamoto）は、1940年東京オリンピックに出場させるために「3年間水泳クラブ」（Three Year Swim Club）を作り、男子生徒を水が勢いよく流れるサトウキビ畑の導水路でトレーニングを開始した。ホセ・バルモレス（Jose Balmores）、ケオ・ナカマ（Keo Nakama）、バニー・ナカマ（"Bunny" Nakama）、 ヘイロ・ヒロセ（"Halo" Hirose）、ビル・スミス（Bill Smith）は、導水路の水流時速15マイル（当時水は、はるかにクリアだった）に対して50ヤードの短距離の泳ぎを練習して、全米大会には出場することになるが、1940年と1944年のオリンピックはキャンセルされてしまったので、参加することはできなかった。しかしスミスだけは、ついに1948年ロンドンオリンピックで400メートルと800メートルのリレーチームで金メダルを獲得することができた。
サカモト・コーチとそのチームについては、2015年に出版された本に詳しく記述されている。。

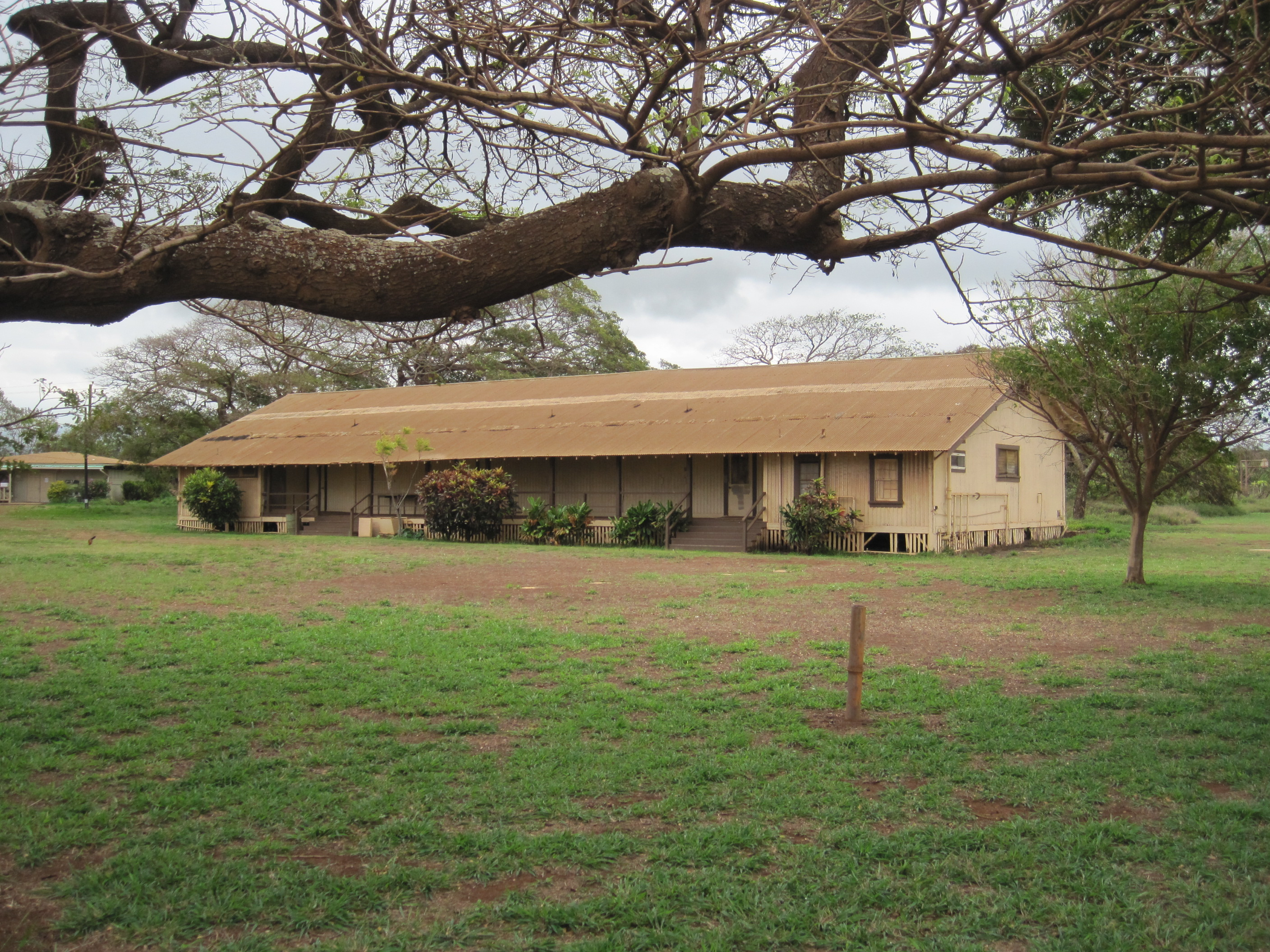
1913年完成の旧校舎（木製）
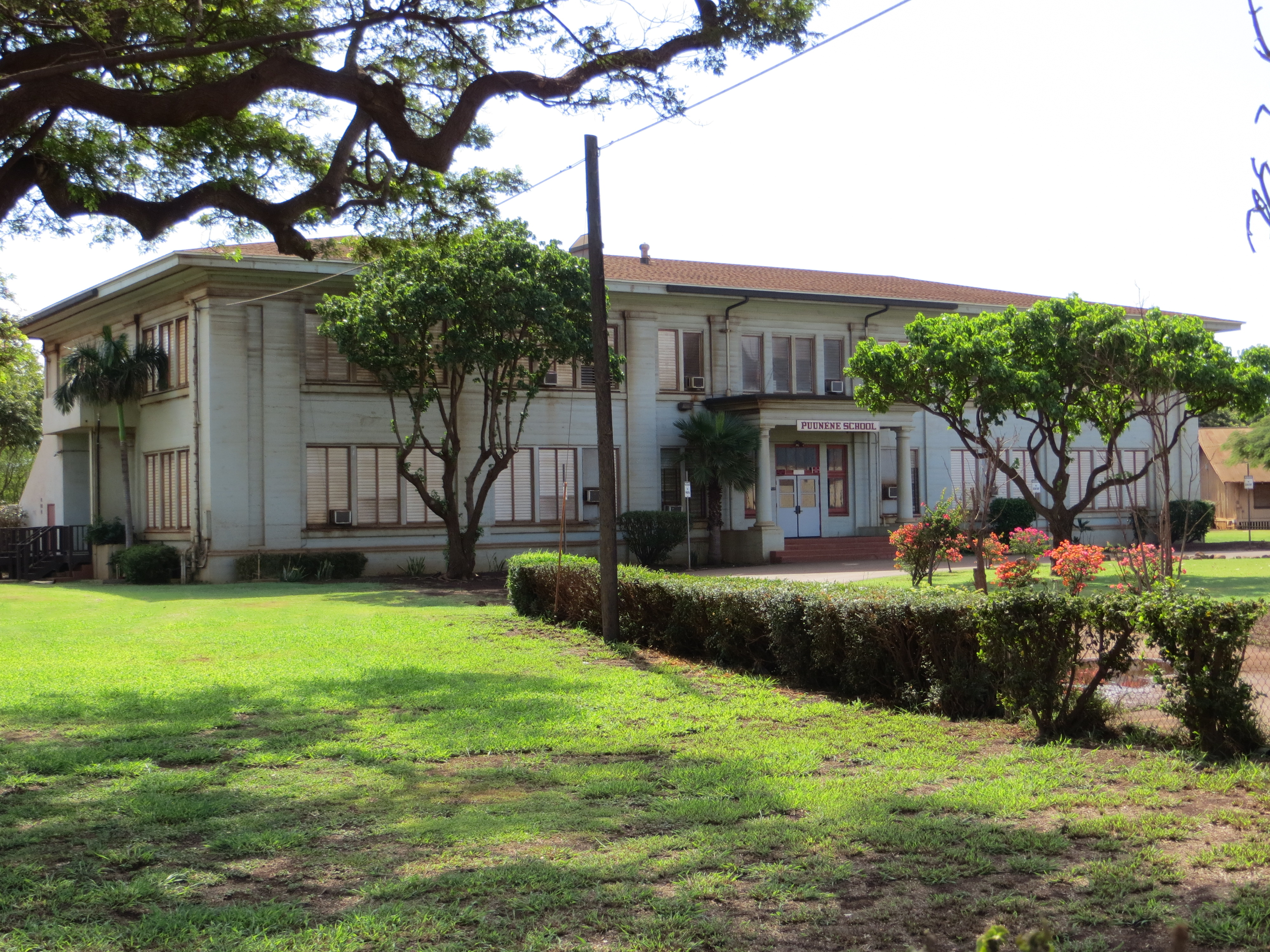
1922年完成の新校舎（コンクリート製）
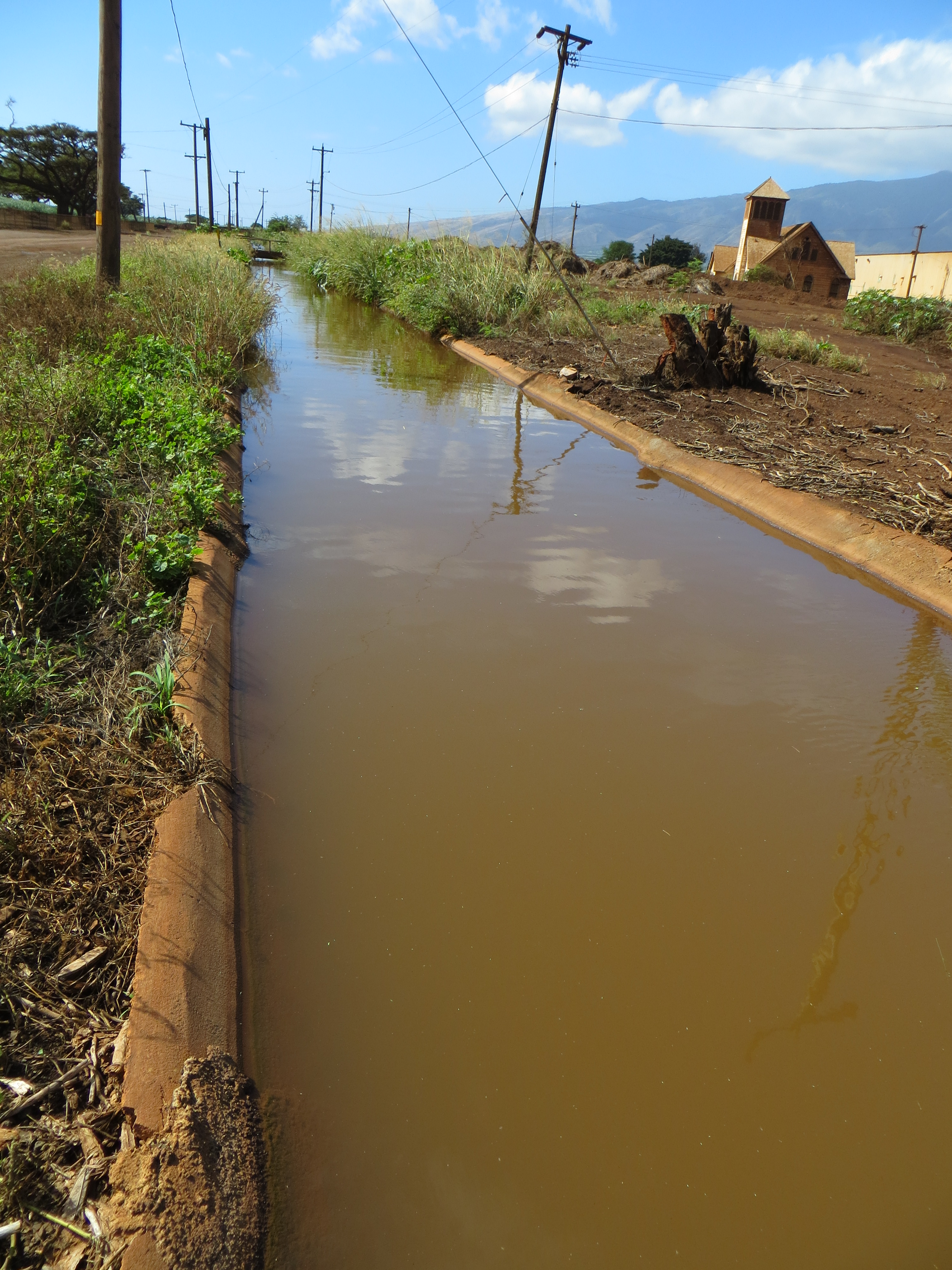
Three-Year Swim Clubが訓練に使用した灌漑用水路

## 参照項目
- マウイ島のサトウキビ栽培
- プウネネ